# Strada statale 743 Nerico-Bella Muro
La strada statale 743 Nerico-Bella Muro (SS 743) è una strada statale italiana il cui percorso si sviluppa in Basilicata e per un tratto brevissimo in Campania. Si tratta di un'arteria ancora in fase di completamento, della quale a tutt'oggi sono aperti due tronconi, e che a costruzione ultimata si presenterà a carreggiata unica con una corsia per senso di marcia, priva di incroci a raso. Permetterà un collegamento veloce tra le zone industriali di Calitri e Baragiano.

## Percorso
La strada ha origine al confine tra le regioni Campania e Basilicata innestandosi senza soluzioni di continuità sul tracciato dalla strada provinciale Nerico-Muro Lucano nel passaggio dal territorio Irpino a quello lucano.
Proseguendo in direzione sud, raggiunge lo svincolo di Pescopagano e, deviando poi verso est, quello di Rapone ed infine quello di Castelgrande. L'arteria si sviluppa poi verso sud e verso sud-est fino a raggiungere la periferia di Muro Lucano.
Poco distante, dall'innesto con la strada statale 7 Via Appia ha inizio il secondo tratto in esercizio che, con un percorso che non si distanzia molto dalla suddetta statale, giunge sino nei pressi della stazione di Bella-Muro innestandosi senza soluzione di continuità sul tracciato della strada statale 94 dir del Varco di Pietrastretta.

## Storia
Sebbene ideata già nel 1978, il progetto di questa arteria risale all'immediato post-terremoto.
I lavori di realizzazione hanno subito alterne vicende che si sono prolungate nel tempo sino ad arrivare ad una parziale apertura della stessa in più tronconi.
Il primo tratto ad essere inaugurato, lungo circa 5 km, è quello compreso tra l'innesto con la strada statale 7 Via Appia nei pressi di Muro Lucano e l'innesto con la strada statale 94 dir del Varco di Pietrastretta nei pressi della stazione di Bella-Muro, formalmente aperto al traffico il 4 novembre 2009, anche se solo in un senso di marcia.
Il secondo tratto ad essere aperto al traffico è quello compreso tra l'innesto con la strada statale 401 dell'Alto Ofanto e del Vulture nei pressi di Calitri Scalo e lo svincolo per Pescopagano, inaugurato il 5 dicembre 2012 e lungo 5,800 km; di questo troncone fa parte anche 1,750 km che ricadenti nella regione Campania.
Il terzo tratto, consecutivo al precedente e lungo 3,600 km, dallo svincolo di Pescopagano a quello di Rapone è stato aperto il 24 luglio 2017
Il quarto tratto in ordine cronologico a vedere la luce è il tratto intermedio compreso tra Castelgrande e Muro Lucano, lungo complessivamente 11,700 km, percorribile dal 14 settembre 2018.
L'ultimo tratto aperto al traffico è quello compreso tra lo svincolo per Rapone e Castelgrande, lungo circa 6 km, con inaugurazione avvenuta l'8 novembre 2019.
L'arteria è stata oggetto del cosiddetto piano Rientro strade, per cui la loro competenza è passata all'ANAS a più riprese la quale le ha provvisoriamente classificate rispettivamente come nuova strada ANAS 506 S.P. Nerico-Bella Muro (NSA 506).
La strada ha ottenuto la classificazione attuale nel corso del 2019 con i seguenti capisaldi di itinerario: "Innesto con la S.P. 'Nerico - Bella Muro' (confine con Regione Campania) - Svincolo con la S.P. n. 160 svincolo per Rapone", "Castelgrande (escluso svincolo) - Muro Lucano (compresa uscita)" e "Innesto con la S.S. n. 7 - Innesto con la S.S. n. 94 Dir". Con le successive aperture i capisaldi si sono modificati nei seguenti: "Innesto con la S.S. n. 401 in località Nerico - Bella Muro" (confine con Regione Campania) - Svincolo di Rapone con la S.P. n. 160 - Svincolo di Castelgrande - Muro Lucano (compresa uscita)" e "Innesto con la S.S. n. 7 - Innesto con la S.S. n. 94 Dir"